# جزيرة الهيلمية
جزيرة الهيلمية هي إحدى الجزر الواقعة في الخليج العربي، وتتبع المنطقة الشرقية السعودية. تبلغ مساحة الجزيرة نحو 3,90 كم2 وتبعد عن الساحل بحوالي 0,1 ميل بحري.